# C. A. Pinto Fonseca
C. A. Pinto Fonseca (Belo Horizonte, 1933 – 2006) brazil karmester és zenész. Különféle díjakat nyert hazájában, Argentínában és Olaszországban is. Egyik leghíresebb műve két északkelet-brazíliai népdalt ötvöz (Olê, Muié Rendêra és É Lampa, é Lampa, é Lampeão): ez a Muié Rendêra. 

„
Olê, muié rendêra
olê, muié renda
tu me ensina a fazê rendá
que eu te ensino a namorá.
Virgulino é Lampeão.
É Lampa, é Lampa, é Lampa,
é Lampeão.
O seu nome é Virgulino,
o apelido é Lampeão.”

– a dal szövege